# Тур WTA 1979
Тур WTA 1979 був 7-м сезоном від створення Жіночої тенісної асоціації, тривав з листопада 1978 до січня 1980 року та містив 57 турнірів.
Тур був поділений на дві спонсоровані серії: Avon Series (11-тижневий тур Сполученими Штатами) і Colgate Series, охоплював чотири турніри Великого шолома. Вперше була створена офіційна рейтингова система, яка використовувалась при допуску гравців на турніри.

## Графік
Нижче наведено повний розклад  турнірів сезону, включаючи перелік тенісистів, які дійшли на турнірах щонайменше до чвертьфіналу.
Позначення
| Турніри Великого шолома                           |
| Чемпіонат WTA (Avon/Colgate Series championships) |
| Avon Championships                                |
| Colgate Series                                    |
| Турніри поза туром                                |
| Командні змагання                                 |

### Листопад (1978)
| Тиждень      | Турнір | Чемпіонки                      | Фіналістки                    | Півфіналістки                | Чвертьфіналістки                               |
| ------------ | --- | ------------------------------ | ----------------------------- | ---------------------------- | ---------------------------------------------- |
| 20 листопада | WTA Christchurch Крайстчерч, Нова Зеландія Colgate Series $35,000 – Трава – 48S/28D Одиночний розряд – Парний розряд | Регіна Маршикова 6–2, 6–1      | Сільвія Ганіка                | Лі Антонопліс Міммі Вікстедт | Енн Гоббс Сато Наоко Джейн Страттон Леслі Гант |
| 20 листопада | WTA Christchurch Крайстчерч, Нова Зеландія Colgate Series $35,000 – Трава – 48S/28D Одиночний розряд – Парний розряд | Леслі Гант Шерон Волш 6–1, 7–5 | Катя Еббінгаус Сільвія Ганіка | Лі Антонопліс Міммі Вікстедт | Енн Гоббс Сато Наоко Джейн Страттон Леслі Гант |

### Грудень (1978)
| Тиждень           | Турнір | Чемпіонки                                  | Фіналістки               | Півфіналістки                 | Чвертьфіналістки                                       |
| ----------------- | --- | ------------------------------------------ | ------------------------ | ----------------------------- | ------------------------------------------------------ |
| 4 грудня          | Toyota Women's Classic Сідней, Австралія Colgate Series $75,000 – Трава – 64S/32D Одиночний розряд – Парний розряд     | Діанне Фромгольтц 6–1, 1–6, 6–4            | Керрі Мелвілл            | Вірджинія Вейд Венді Тернбулл | Регіна Маршикова Леслі Гант Гана Мандлікова Леслі Гант |
| 4 грудня          | Toyota Women's Classic Сідней, Австралія Colgate Series $75,000 – Трава – 64S/32D Одиночний розряд – Парний розряд     | Керрі Мелвілл Венді Тернбулл 6–2, 4–6, 6–2 | Джуді Чалонер Енн Гоббс  | Вірджинія Вейд Венді Тернбулл | Регіна Маршикова Леслі Гант Гана Мандлікова Леслі Гант |
| 11 грудня         | Adelaide International Аделаїда, Австралія Colgate Series $50,000 – Трава – 64S/32D Одиночний розряд – Парний розряд   | Керрі Мелвілл 7–5, 6–7, 6–1                | Бет Нортон               | Гана Мандлікова Ілана Клосс   | Леслі Гант Енн Гоббс Кріс О'Ніл Біргітте Германсен     |
| 11 грудня         | Adelaide International Аделаїда, Австралія Colgate Series $50,000 – Трава – 64S/32D Одиночний розряд – Парний розряд   | Леслі Гант Шерон Волш 6–2, 6–2             | Ілана Клосс Маріс Крюгер | Гана Мандлікова Ілана Клосс   | Леслі Гант Енн Гоббс Кріс О'Ніл Біргітте Германсен     |
| 18 грудня         | New South Wales Open Сідней, Австралія Colgate Series $75,000 – Трава – 32S Одиночний розряд – Парний розряд           | Діанне Фромгольтц 6–2, 7–5                 | Венді Тернбулл           | Рената Томанова Лі Антонопліс | Леслі Гант Ілана Клосс Шерон Волш Елізабет Екблом      |
| 18 грудня         | New South Wales Open Сідней, Австралія Colgate Series $75,000 – Трава – 32S Одиночний розряд – Парний розряд           | Леслі Гант Шерон Волш 6–2, 6–1             | Ілана Клосс Маріс Крюгер | Рената Томанова Лі Антонопліс | Леслі Гант Ілана Клосс Шерон Волш Елізабет Екблом      |
| 25 грудня 1 січня | Відкритий чемпіонат Австралії з тенісу Мельбурн, Австралія Grand Slam Трава – 64S/32D Одиночний розряд – Парний розряд | Кріс О'Ніл 6–3, 7–6(7–3)                   | Бетсі Нагелсен           | Даян Еверс Крістін Метісон    | Сью Баркер Дорте Екнер Мері Соєр Рената Томанова       |
| 25 грудня 1 січня | Відкритий чемпіонат Австралії з тенісу Мельбурн, Австралія Grand Slam Трава – 64S/32D Одиночний розряд – Парний розряд | Бетсі Нагелсен Рената Томанова 7–5, 6–2    | Сато Наоко Пем Вайткросс | Даян Еверс Крістін Метісон    | Сью Баркер Дорте Екнер Мері Соєр Рената Томанова       |

### Січень
| Тиждень  | Турнір | Чемпіонки                                         | Фіналістки                    | Півфіналістки                    | Чвертьфіналістки                                            |
| -------- | --- | ------------------------------------------------- | ----------------------------- | -------------------------------- | ----------------------------------------------------------- |
| 1 січня  | Avon Championships of Washington Washington, D.C., США Avon Championships Circuit $125,000 – Килим (i) – 32S/16D Одиночний розряд – Парний розряд    | Трейсі Остін 6–3, 6–2                             | Мартіна Навратілова           | Діанне Фромгольтц Ілана Клосс    | Енн Кійомура Пем Тігуарден Енн Сміт Пем Шрайвер             |
| 1 січня  | Avon Championships of Washington Washington, D.C., США Avon Championships Circuit $125,000 – Килим (i) – 32S/16D Одиночний розряд – Парний розряд    | Міма Яушовець Вірджинія Рузіч 4–6, 6–2, 6–4       | Рене Річардс Шерон Волш       | Діанне Фромгольтц Ілана Клосс    | Енн Кійомура Пем Тігуарден Енн Сміт Пем Шрайвер             |
| 8 січня  | Avon Championships of California Oakland, California, USA Avon Championships Circuit $125,000 – Килим (i) – 32S/16D Одиночний розряд – Парний розряд | Мартіна Навратілова 7–5, 7–5                      | Кріс Еверт                    | Енн Кійомура Діанне Фромгольтц   | Кеті Мей Міма Яушовець Вірджинія Рузіч Маріта Редондо       |
| 8 січня  | Avon Championships of California Oakland, California, USA Avon Championships Circuit $125,000 – Килим (i) – 32S/16D Одиночний розряд – Парний розряд | Кріс Еверт Розмарі Касалс 3–6, 6–4, 6–3           | Трейсі Остін Бетті Стеве      | Енн Кійомура Діанне Фромгольтц   | Кеті Мей Міма Яушовець Вірджинія Рузіч Маріта Редондо       |
| 15 січня | Avon Championships of Houston Х'юстон, USA Avon Championships Circuit $125,000 – Килим (i) – 32S/16D Одиночний розряд – Парний розряд                | Мартіна Навратілова 6–3, 6–2                      | Вірджинія Вейд                | Діанне Фромгольтц Венді Тернбулл | Вірджинія Рузіч Стейсі Марголін Розмарі Касалс Кеті Джордан |
| 15 січня | Avon Championships of Houston Х'юстон, USA Avon Championships Circuit $125,000 – Килим (i) – 32S/16D Одиночний розряд – Парний розряд                | Мартіна Навратілова Джанет Ньюберрі 4–6, 6–4, 6–2 | Пем Шрайвер Бетті Стеве       | Діанне Фромгольтц Венді Тернбулл | Вірджинія Рузіч Стейсі Марголін Розмарі Касалс Кеті Джордан |
| 22 січня | Avon Championships of Florida Hollywood, California, USA Avon Championships Circuit $150,000 – Тверде – 32S/16D Одиночний розряд – Парний розряд     | Грір Стівенс 6–4, 2–6, 6–4                        | Діанне Фромгольтц             | Маріс Крюгер Вірджинія Вейд      | Керрі Меєр Террі Голледей Сью Баркер Вірджинія Рузіч        |
| 22 січня | Avon Championships of Florida Hollywood, California, USA Avon Championships Circuit $150,000 – Тверде – 32S/16D Одиночний розряд – Парний розряд     | Трейсі Остін Бетті Стеве 6–2, 2–6, 6–2            | Розмарі Касалс Венді Тернбулл | Маріс Крюгер Вірджинія Вейд      | Керрі Меєр Террі Голледей Сью Баркер Вірджинія Рузіч        |
| 29 січня | Avon Championships of Chicago Чикаго, США Avon Championships Circuit $200,000 – Килим (i) – 32S/16D Одиночний розряд – Парний розряд                 | Мартіна Навратілова 6–3, 6–4                      | Трейсі Остін                  | Керрі Мелвілл Грір Стівенс       | Енн Сміт Маріс Крюгер Міма Яушовець Сью Баркер              |
| 29 січня | Avon Championships of Chicago Чикаго, США Avon Championships Circuit $200,000 – Килим (i) – 32S/16D Одиночний розряд – Парний розряд                 | Розмарі Касалс Бетті-Енн Стюарт 3–6, 7–5, 7–5     | Ілана Клосс Грір Стівенс      | Керрі Мелвілл Грір Стівенс       | Енн Сміт Маріс Крюгер Міма Яушовець Сью Баркер              |

### Лютий
| Тиждень   | Турнір | Чемпіонки                                    | Фіналістки                   | Півфіналістки                      | Чвертьфіналістки                                             |
| --------- | --- | -------------------------------------------- | ---------------------------- | ---------------------------------- | ------------------------------------------------------------ |
| 5 лютого  | Avon Championships of Seattle Сіетл, USA Avon Championships Circuit $125,000 – Килим (i) – 32S/15D Одиночний розряд – Парний розряд           | Кріс Еверт 6–1, 3–6, 6–1                     | Рене Річардс                 | Керрі Мелвілл Джінн Дювалл         | Кеті Джордан Венді Тернбулл Вірджинія Рузіч Бетті Стеве      |
| 5 лютого  | Avon Championships of Seattle Сіетл, USA Avon Championships Circuit $125,000 – Килим (i) – 32S/15D Одиночний розряд – Парний розряд           | Франсуаз Дюрр Бетті Стеве 7–6(7–4), 4–6, 6–4 | Сью Баркер Енн Кійомура      | Керрі Мелвілл Джінн Дювалл         | Кеті Джордан Венді Тернбулл Вірджинія Рузіч Бетті Стеве      |
| 12 лютого | Avon Championships of Los Angeles Los Angeles, USA Avon Championships Circuit $150,000 – Килим (i) – 32S/16D Одиночний розряд – Парний розряд | Кріс Еверт 6–3, 6–4                          | Мартіна Навратілова          | Трейсі Остін Грір Стівенс          | Барбара Поттер Енн Кійомура Венді Тернбулл Вірджинія Рузіч   |
| 12 лютого | Avon Championships of Los Angeles Los Angeles, USA Avon Championships Circuit $150,000 – Килим (i) – 32S/16D Одиночний розряд – Парний розряд | Розмарі Касалс Кріс Еверт 6–4, 1–6, 6–3      | Мартіна Навратілова Енн Сміт | Трейсі Остін Грір Стівенс          | Барбара Поттер Енн Кійомура Венді Тернбулл Вірджинія Рузіч   |
| 19 лютого | Avon Championships of Detroit Детройт, США Avon Championships Circuit $150,000 – Килим (i) – 32S/16D Одиночний розряд – Парний розряд         | Венді Тернбулл 7–5, 1–6, 7–6(7–4)            | Вірджинія Рузіч              | Мартіна Навратілова Розмарі Касалс | Енн Сміт Міма Яушовець Енн Кійомура Діанне Фромгольтц        |
| 19 лютого | Avon Championships of Detroit Детройт, США Avon Championships Circuit $150,000 – Килим (i) – 32S/16D Одиночний розряд – Парний розряд         | Венді Тернбулл Бетті Стеве 6–4, 7–6(7–5)     | Сью Баркер Енн Кійомура      | Мартіна Навратілова Розмарі Касалс | Енн Сміт Міма Яушовець Енн Кійомура Діанне Фромгольтц        |
| 26 лютого | Avon Championships of Dallas Даллас, США Avon Championships Circuit $200,000 – Килим (i) – 32S/14D Одиночний розряд – Парний розряд           | Мартіна Навратілова 6–4, 6–4                 | Кріс Еверт                   | Трейсі Остін Вірджинія Вейд        | Стейсі Марголін Рената Томанова Діанне Фромгольтц Сью Баркер |
| 26 лютого | Avon Championships of Dallas Даллас, США Avon Championships Circuit $200,000 – Килим (i) – 32S/14D Одиночний розряд – Парний розряд           | Мартіна Навратілова Енн Сміт 7–6, 6–2        | Розмарі Касалс Кріс Еверт    | Трейсі Остін Вірджинія Вейд        | Стейсі Марголін Рената Томанова Діанне Фромгольтц Сью Баркер |

### Березень
| Тиждень    | Турнір | Чемпіонки                                    | Фіналістки                  | Півфіналістки                 | Чвертьфіналістки                                                  |
| ---------- | --- | -------------------------------------------- | --------------------------- | ----------------------------- | ----------------------------------------------------------------- |
| 5 березня  | Avon Championships of Philadelphia Філадельфія, США Avon Championships Circuit $125,000 – Килим (i) – 32S/1D Одиночний розряд – Парний розряд | Венді Тернбулл 5–7, 6–3, 6–2                 | Вірджинія Вейд              | Розмарі Касалс Сью Баркер     | Террі Голледей Пем Шрайвер Грір Стівенс Кеті Тічер                |
| 5 березня  | Avon Championships of Philadelphia Філадельфія, США Avon Championships Circuit $125,000 – Килим (i) – 32S/1D Одиночний розряд – Парний розряд | Франсуаз Дюрр Бетті Стеве 6–4, 6–2           | Рене Річардс Вірджинія Вейд | Розмарі Касалс Сью Баркер     | Террі Голледей Пем Шрайвер Грір Стівенс Кеті Тічер                |
| 12 березня | Avon Championships of Boston Бостон, USA Avon Championships Circuit $150,000 – Килим (i) – 34S/16D Одиночний розряд – Парний розряд           | Діанне Фромгольтц 6–2, 7–6(7–4)              | Сью Баркер                  | Вірджинія Вейд Венді Тернбулл | Кріс Еверт Грір Стівенс Керрі Мелвілл Маріта Редондо              |
| 12 березня | Avon Championships of Boston Бостон, USA Avon Championships Circuit $150,000 – Килим (i) – 34S/16D Одиночний розряд – Парний розряд           | Керрі Мелвілл Венді Тернбулл 6–4, 6–2        | Сью Баркер Енн Кійомура     | Вірджинія Вейд Венді Тернбулл | Кріс Еверт Грір Стівенс Керрі Мелвілл Маріта Редондо              |
| 19 березня | Avon Championships New York, США Сезон-end championships $275,000 – Килим (i) – 8S/4D Одиночний розряд – Парний розряд                        | Мартіна Навратілова 6–3, 3–6, 6–2            | Трейсі Остін                | Сью Баркер Діанне Фромгольтц  | Раунд Robin Грір Стівенс Вірджинія Вейд Венді Тернбулл Кріс Еверт |
| 19 березня | Avon Championships New York, США Сезон-end championships $275,000 – Килим (i) – 8S/4D Одиночний розряд – Парний розряд                        | Франсуаз Дюрр Бетті Стеве 7–6(7–1), 7–6(7–3) | Сью Баркер Енн Кійомура     | Сью Баркер Діанне Фромгольтц  | Раунд Robin Грір Стівенс Вірджинія Вейд Венді Тернбулл Кріс Еверт |
| 26 березня | WTA La Costa Classic Carlsbad, США Non-tour event $35,000 – Килим (i) Одиночний розряд – Парний розряд                                        | Керрі Мелвілл 7–6, 3–6, 6–2                  | Сью Баркер                  |                               |                                                                   |
| 26 березня | WTA La Costa Classic Carlsbad, США Non-tour event $35,000 – Килим (i) Одиночний розряд – Парний розряд                                        | Марсі Луї Регіна Маршикова 6–2, 2–6, 6–4     | Марін Луї Маріта Редондо    |                               |                                                                   |

### Квітень
| Тиждень   | Турнір | Чемпіонки                                   | Фіналістки                | Півфіналістки                                          | Чвертьфіналістки                                                                                                |
| --------- | --- | ------------------------------------------- | ------------------------- | ------------------------------------------------------ | --- |
| 2 квітня  | Bridgestone Doubles Championships Tokyo, Японія $150,000 – Килим (i) – 8D Парний розряд                           | Франсуаз Дюрр Бетті Стеве 7–5, 7–6(9–7)     | Сью Баркер Енн Кійомура   | Керрі Мелвілл / Венді Тернбулл Леслі Гант / Шерон Волш | Шеррі Екер / Мері Карілло Вірджинія Вейд / Джанет Ньюберрі Розмарі Касалс / Енн Сміт Керрі Меєр / Пем Тігуарден |
| 2 квітня  | Clairol Crown Carlsbad, США Non-tour event $200,000 – Трава – 4S                                                  | Кріс Еверт 3–6, 6–3, 6–1                    | Діанне Фромгольтц         | Трейсі Остін (3rd) Мартіна Навратілова (4th)           | |
| 9 квітня  | Family Circle Cup Амелія (острів), США Colgate Series $150,000 – Ґрунт – 30S/16D Одиночний розряд – Парний розряд | Трейсі Остін 7–6(7–3), 7–6(9–7)             | Керрі Мелвілл             | Мартіна Навратілова Івонн Гулагонг-Коулі               | Міма Яушовець Леле Форуд Бетті Стеве Лора Дюпонт                                                                |
| 9 квітня  | Family Circle Cup Амелія (острів), США Colgate Series $150,000 – Ґрунт – 30S/16D Одиночний розряд – Парний розряд | Розмарі Касалс Мартіна Навратілова 6–4, 7–5 | Франсуаз Дюрр Бетті Стеве | Мартіна Навратілова Івонн Гулагонг-Коулі               | Міма Яушовець Леле Форуд Бетті Стеве Лора Дюпонт                                                                |
| 30 квітня | Federation Cup Мадрид, Іспанія Ґрунт – 32 команди                                                                 | Сполучені Штати Америки · 3–0               | Радянський Союз           | Чехословаччина · Радянський Союз                       | Франція · Швейцарія · Велика Британія · Нідерланди                                                              |

### Травень
| Тиждень            | Турнір | Чемпіонки                                    | Фіналістки                         | Півфіналістки                        | Чвертьфіналістки                                                  |
| ------------------ | --- | -------------------------------------------- | ---------------------------------- | ------------------------------------ | ----------------------------------------------------------------- |
| 7 травня           | Internazionali d'Italia Rome, Італія Colgate Series $100,000 – Ґрунт Одиночний розряд – Парний розряд                                      | Трейсі Остін 6–4, 1–6, 6–3                   | Сільвія Ганіка                     | Кріс Еверт Івонн Гулагонг-Коулі      | Іванна Мадруга Вірджинія Рузіч Діанне Фромгольтц Iris Riedel-Kuhn |
| 7 травня           | Internazionali d'Italia Rome, Італія Colgate Series $100,000 – Ґрунт Одиночний розряд – Парний розряд                                      | Венді Тернбулл Бетті Стеве 6–3, 6–4          | Івонн Гулагонг-Коулі Керрі Мелвілл | Кріс Еверт Івонн Гулагонг-Коулі      | Іванна Мадруга Вірджинія Рузіч Діанне Фромгольтц Iris Riedel-Kuhn |
| 14 травня          | Bancroft Trophy Vienna, Австрія Colgate Series $75,000 – Килим (i) Одиночний розряд – Парний розряд                                        | Кріс Еверт 6–1, 6–1                          | Керолайн Столл                     | Регіна Маршикова Вірджинія Рузіч     | Івонн Вермак Керрі Мелвілл Венді Тернбулл Діанне Фромгольтц       |
| 14 травня          | Bancroft Trophy Vienna, Австрія Colgate Series $75,000 – Килим (i) Одиночний розряд – Парний розряд                                        | Маріс Крюгер Діанне Фромгольтц 3–6, 6–4, 6–1 | Ілана Клосс Бетті-Енн Стюарт       | Регіна Маршикова Вірджинія Рузіч     | Івонн Вермак Керрі Мелвілл Венді Тернбулл Діанне Фромгольтц       |
| 21 травня          | WTA German Open Berlin, West Німеччина Colgate Series $100,000 – Ґрунт – 32S/16D Одиночний розряд – Парний розряд                          | Керолайн Столл 7–6(7–4), 6–0                 | Регіна Маршикова                   | Вірджинія Рузіч Івонн Гулагонг-Коулі | Міма Яушовець Сільвія Ганіка Рената Томанова Керрі Мелвілл        |
| 21 травня          | WTA German Open Berlin, West Німеччина Colgate Series $100,000 – Ґрунт – 32S/16D Одиночний розряд – Парний розряд                          | Розмарі Касалс Венді Тернбулл 6–2, 7–5       | Івонн Гулагонг-Коулі Керрі Мелвілл | Вірджинія Рузіч Івонн Гулагонг-Коулі | Міма Яушовець Сільвія Ганіка Рената Томанова Керрі Мелвілл        |
| 28 травня 4 червня | Відкритий чемпіонат Франції з тенісу Paris, Франція Grand Slam $375,000 – Ґрунт – 64S/64Q/32D/28X Одиночний розряд – Парний розряд – Мікст | Кріс Еверт 6–2, 6–0                          | Венді Тернбулл                     | Діанне Фромгольтц Регіна Маршикова   | Рута Герулайтіс Вірджинія Рузіч Гана Мандлікова Рената Томанова   |
| 28 травня 4 червня | Відкритий чемпіонат Франції з тенісу Paris, Франція Grand Slam $375,000 – Ґрунт – 64S/64Q/32D/28X Одиночний розряд – Парний розряд – Мікст | Бетті Стеве Венді Тернбулл 3–6, 7–5, 6–4     | Франсуаз Дюрр Вірджинія Вейд       | Діанне Фромгольтц Регіна Маршикова   | Рута Герулайтіс Вірджинія Рузіч Гана Мандлікова Рената Томанова   |
| 28 травня 4 червня | Відкритий чемпіонат Франції з тенісу Paris, Франція Grand Slam $375,000 – Ґрунт – 64S/64Q/32D/28X Одиночний розряд – Парний розряд – Мікст | Венді Тернбулл Боб Г'юїтт 6–3, 2–6, 6–3      | Вірджинія Рузіч Йон Ціріак         | Діанне Фромгольтц Регіна Маршикова   | Рута Герулайтіс Вірджинія Рузіч Гана Мандлікова Рената Томанова   |

### Червень
| Тиждень           | Турнір | Чемпіонки                                         | Фіналістки                          | Півфіналістки                     | Чвертьфіналістки                                                |
| ----------------- | --- | ------------------------------------------------- | ----------------------------------- | --------------------------------- | --------------------------------------------------------------- |
| 4 червня          | Kentish Times Beckenham, Great Britain Non-tour event Тверде Одиночний розряд – Парний розряд                               | Івонн Гулагонг-Коулі 6–3, 6–2                     | Пем Шрайвер                         |                                   |                                                                 |
| 4 червня          | Kentish Times Beckenham, Great Britain Non-tour event Тверде Одиночний розряд – Парний розряд                               | Джо Дьюрі Деббі Джеванс                           | Елізабет Літтл Ніколь Пратт         |                                   |                                                                 |
| 11 червня         | Crossley Carpets Trophy Чичестер, Велика Британія Colgate Series $35,000 – Трава – 32S/16D Одиночний розряд – Парний розряд | Івонн Гулагонг-Коулі 6–1, 6–4                     | Сью Баркер                          | Біллі Джин Кінг Таня Гартфорд     | Мартіна Навратілова Пем Тігуарден Кейт Летем Пем Шрайвер        |
| 11 червня         | Crossley Carpets Trophy Чичестер, Велика Британія Colgate Series $35,000 – Трава – 32S/16D Одиночний розряд – Парний розряд | Грір Стівенс Венді Тернбулл 6–3, 1–6, 7–5         | Біллі Джин Кінг Мартіна Навратілова | Біллі Джин Кінг Таня Гартфорд     | Мартіна Навратілова Пем Тігуарден Кейт Летем Пем Шрайвер        |
| 18 червня         | Colgate International Істборн, Велика Британія Colgate Series $100,000 – Трава – 64S/32D Одиночний розряд – Парний розряд   | Кріс Еверт 7–5, 5–7, 13–11                        | Мартіна Навратілова                 | Трейсі Остін Вірджинія Вейд       | Венді Тернбулл Ілана Клосс Беттіна Бюнге Керрі Мелвілл          |
| 18 червня         | Colgate International Істборн, Велика Британія Colgate Series $100,000 – Трава – 64S/32D Одиночний розряд – Парний розряд   | Бетті Стеве Венді Тернбулл 6–2, 6–2               | Ілана Клосс Бетті-Енн Стюарт        | Трейсі Остін Вірджинія Вейд       | Венді Тернбулл Ілана Клосс Беттіна Бюнге Керрі Мелвілл          |
| 25 червня 2 липня | Вімблдонський турнір London, Great Britain Grand Slam Трава – 96S/48D/48X Одиночний розряд – Парний розряд – Мікст          | Мартіна Навратілова 6–4, 6–4                      | Кріс Еверт                          | Трейсі Остін Івонн Гулагонг-Коулі | Діанне Фромгольтц Біллі Джин Кінг Вірджинія Вейд Венді Тернбулл |
| 25 червня 2 липня | Вімблдонський турнір London, Great Britain Grand Slam Трава – 96S/48D/48X Одиночний розряд – Парний розряд – Мікст          | Біллі Джин Кінг Мартіна Навратілова 5–7, 6–3, 6–2 | Бетті Стеве Венді Тернбулл          | Трейсі Остін Івонн Гулагонг-Коулі | Діанне Фромгольтц Біллі Джин Кінг Вірджинія Вейд Венді Тернбулл |
| 25 червня 2 липня | Вімблдонський турнір London, Great Britain Grand Slam Трава – 96S/48D/48X Одиночний розряд – Парний розряд – Мікст          | Грір Стівенс Боб Г'юїтт 7–5, 7–6(9–7)             | Бетті Стеве Фрю Макміллан           | Трейсі Остін Івонн Гулагонг-Коулі | Діанне Фромгольтц Біллі Джин Кінг Вірджинія Вейд Венді Тернбулл |

### Липень
| Тиждень  | Турнір | Чемпіонки                                        | Фіналістки                    | Півфіналістки               | Чвертьфіналістки                                   |
| -------- | --- | ------------------------------------------------ | ----------------------------- | --------------------------- | -------------------------------------------------- |
| 16 липня | Austrian Open Кіцбюель, Австрія Colgate Series $35,000 – Ґрунт – 32S/16D Одиночний розряд – Парний розряд                | Гана Мандлікова 2–6, 7–5, 6–3                    | Сільвія Ганіка                |                             |                                                    |
| 16 липня | Austrian Open Кіцбюель, Австрія Colgate Series $35,000 – Ґрунт – 32S/16D Одиночний розряд – Парний розряд                | Гелена Анліот Даян Еверс 6–0, 6–4                | Вірджинія Рузіч Еллі Вессіс   |                             |                                                    |
| 30 липня | Wells Fargo Open Wells Fargo, California, USA Colgate Series $75,000 – Тверде – 32S/16D Одиночний розряд – Парний розряд | Трейсі Остін 6–4, 6–2                            | Мартіна Навратілова           | Вірджинія Вейд Кеті Джордан | Енн Сміт Керрі Мелвілл Маріта Редондо Енн Кійомура |
| 30 липня | Wells Fargo Open Wells Fargo, California, USA Colgate Series $75,000 – Тверде – 32S/16D Одиночний розряд – Парний розряд | Розмарі Касалс Мартіна Навратілова 3–6, 6–4, 6–2 | Енн Кійомура Бетті-Енн Стюарт | Вірджинія Вейд Кеті Джордан | Енн Сміт Керрі Мелвілл Маріта Редондо Енн Кійомура |

### Серпень
| Тиждень             | Турнір | Чемпіонки                                   | Фіналістки                          | Півфіналістки                       | Чвертьфіналістки                                                 |
| ------------------- | --- | ------------------------------------------- | ----------------------------------- | ----------------------------------- | ---------------------------------------------------------------- |
| 6 серпня            | U.S. Clay Court Championships Індіанаполіс, США Colgate Series $100,000 – Ґрунт – 48S/24D Одиночний розряд – Парний розряд                    | Кріс Еверт 6–4, 6–3                         | Івонн Гулагонг-Коулі                | Рене Річардс Регіна Маршикова       | Міма Яушовець Вірджинія Рузіч Енн Сміт Джінн Дювалл              |
| 6 серпня            | U.S. Clay Court Championships Індіанаполіс, США Colgate Series $100,000 – Ґрунт – 48S/24D Одиночний розряд – Парний розряд                    | Кеті Джордан Енн Сміт 6–1, 6–0              | Penny Johnson Пола Сміт             | Рене Річардс Регіна Маршикова       | Міма Яушовець Вірджинія Рузіч Енн Сміт Джінн Дювалл              |
| 13 серпня           | Player's Canadian Open Торонто, Канада Colgate Series $35,000 – Тверде Одиночний розряд – Парний розряд                                       | Лора Дюпонт 6–4, 6–7(3–7), 6–1              | Брігітт Куйперс                     | Даян Десфор Пем Тігуарден           | Кріс О'Ніл Лі Антонопліс Кей Макденіел Мері Карілло              |
| 13 серпня           | Player's Canadian Open Торонто, Канада Colgate Series $35,000 – Тверде Одиночний розряд – Парний розряд                                       | Лі Антонопліс Даян Еверс 2–6, 6–1, 6–3      | Кріс О'Ніл Міммі Вікстедт           | Даян Десфор Пем Тігуарден           | Кріс О'Ніл Лі Антонопліс Кей Макденіел Мері Карілло              |
| 13 серпня           | Central Fidelity Banks International Ричмонд (Вірджинія), USA Colgate Series $100,000 – Килим (i) Одиночний розряд – Парний розряд            | Мартіна Навратілова 6–1, 6–3                | Кеті Джордан                        | Венді Тернбулл Вірджинія Вейд       | Енн Сміт Керрі Мелвілл Кейт Летем Грір Стівенс                   |
| 13 серпня           | Central Fidelity Banks International Ричмонд (Вірджинія), USA Colgate Series $100,000 – Килим (i) Одиночний розряд – Парний розряд            | Бетті Стеве Венді Тернбулл 6–1, 6–4         | Біллі Джин Кінг Мартіна Навратілова | Венді Тернбулл Вірджинія Вейд       | Енн Сміт Керрі Мелвілл Кейт Летем Грір Стівенс                   |
| 20 серпня           | Volvo Tennis Cup Мава (Нью-Джерсі), USA Colgate Series $75,000 – Ґрунт Одиночний розряд – Парний розряд                                       | Кріс Еверт 6–7(2–7), 6–4, 6–1               | Трейсі Остін                        | Бетті Стеве Вірджинія Рузіч         | Сью Баркер Іванна Мадруга Террі Голледей Регіна Маршикова        |
| 20 серпня           | Volvo Tennis Cup Мава (Нью-Джерсі), USA Colgate Series $75,000 – Ґрунт Одиночний розряд – Парний розряд                                       | Трейсі Остін Бетті Стеве 7–6(7–4), 2–6, 6–4 | Міма Яушовець Регіна Маршикова      | Бетті Стеве Вірджинія Рузіч         | Сью Баркер Іванна Мадруга Террі Голледей Регіна Маршикова        |
| 27 серпня 3 вересня | Відкритий чемпіонат США з тенісу New York City, США Grand Slam $300,000 – Тверде – 96S/32D/32X Draw: Одиночний розряд – Парний розряд – Мікст | Трейсі Остін 6–3, 6–4                       | Кріс Еверт                          | Біллі Джин Кінг Мартіна Навратілова | Івонн Гулагонг-Коулі Вірджинія Вейд Сільвія Ганіка Керрі Мелвілл |
| 27 серпня 3 вересня | Відкритий чемпіонат США з тенісу New York City, США Grand Slam $300,000 – Тверде – 96S/32D/32X Draw: Одиночний розряд – Парний розряд – Мікст | Бетті Стеве Венді Тернбулл 7–5, 6–3         | Біллі Джин Кінг Мартіна Навратілова | Біллі Джин Кінг Мартіна Навратілова | Івонн Гулагонг-Коулі Вірджинія Вейд Сільвія Ганіка Керрі Мелвілл |
| 27 серпня 3 вересня | Відкритий чемпіонат США з тенісу New York City, США Grand Slam $300,000 – Тверде – 96S/32D/32X Draw: Одиночний розряд – Парний розряд – Мікст | Грір Стівенс Боб Г'юїтт 6–3, 7–5            | Бетті Стеве Фрю Макміллан           | Біллі Джин Кінг Мартіна Навратілова | Івонн Гулагонг-Коулі Вірджинія Вейд Сільвія Ганіка Керрі Мелвілл |

### Вересень
| Тиждень    | Турнір | Чемпіонки                           | Фіналістки                   | Півфіналістки                              | Чвертьфіналістки                                         |
| ---------- | --- | ----------------------------------- | ---------------------------- | ------------------------------------------ | -------------------------------------------------------- |
| 10 вересня | Toray Sillook Open Tokyo, Японія Colgate Series $150,000 – Тверде – 32S                                                        | Біллі Джин Кінг 6–4, 7–5            | Івонн Гулагонг-Коулі         | Діанне Фромгольтц (3rd) Енн Кійомура (4th) | Террі Голледей Керрі Мелвілл Венді Тернбулл Бетті Стеве  |
| 10 вересня | Greater Pittsburgh Open Піттсбург, Pennsylvania USA Colgate Series $35,000 – Тверде – 32S/16D Одиночний розряд – Парний розряд | Сью Баркер 6–3, 6–1                 | Рене Річардс                 |                                            |                                                          |
| 10 вересня | Greater Pittsburgh Open Піттсбург, Pennsylvania USA Colgate Series $35,000 – Тверде – 32S/16D Одиночний розряд – Парний розряд | Сью Баркер Кенді Рейнолдс 6–3, 6–2  | Банні Бранінг Джейн Страттон |                                            |                                                          |
| 24 вересня | Davison's Tennis Classic Атланта, США Colgate Series $100,000 – Килим (i) Одиночний розряд – Парний розряд                     | Мартіна Навратілова 7–6(8–6), 6–4   | Венді Тернбулл               | Івонн Гулагонг-Коулі Трейсі Остін          | Вірджинія Вейд Маріс Крюгер Діанне Фромгольтц Кріс Еверт |
| 24 вересня | Davison's Tennis Classic Атланта, США Colgate Series $100,000 – Килим (i) Одиночний розряд – Парний розряд                     | Бетті Стеве Венді Тернбулл 6–2, 6–4 | Енн Кійомура Енн Сміт        | Івонн Гулагонг-Коулі Трейсі Остін          | Вірджинія Вейд Маріс Крюгер Діанне Фромгольтц Кріс Еверт |

### Жовтень
| Тиждень   | Турнір | Чемпіонки                                         | Фіналістки                   | Півфіналістки                    | Чвертьфіналістки                                              |
| --------- | --- | ------------------------------------------------- | ---------------------------- | -------------------------------- | ------------------------------------------------------------- |
| 1 жовтня  | US Indoors Міннеаполіс, USA Colgate Series $100,000 – Килим (i) Одиночний розряд – Парний розряд            | Івонн Гулагонг-Коулі 6–3, 6–4                     | Діанне Фромгольтц            | Мартіна Навратілова Трейсі Остін | Енн Кійомура Біллі Джин Кінг Вірджинія Вейд Керрі Мелвілл     |
| 1 жовтня  | US Indoors Міннеаполіс, USA Colgate Series $100,000 – Килим (i) Одиночний розряд – Парний розряд            | Біллі Джин Кінг Мартіна Навратілова 6–4, 7–6(9–7) | Бетті Стеве Венді Тернбулл   | Мартіна Навратілова Трейсі Остін | Енн Кійомура Біллі Джин Кінг Вірджинія Вейд Керрі Мелвілл     |
| 8 жовтня  | Thunderbird Classic Фінікс, США Colgate Series $100,000 – Тверде – 32S/16S Одиночний розряд – Парний розряд | Мартіна Навратілова 6–1, 6–3                      | Кріс Еверт                   | Кейт Летем Венді Тернбулл        | Лора Дюпонт Керрі Мелвілл Керолайн Столл Енн Кійомура         |
| 8 жовтня  | Thunderbird Classic Фінікс, США Colgate Series $100,000 – Тверде – 32S/16S Одиночний розряд – Парний розряд | Бетті Стеве Венді Тернбулл 6–4, 7–6(7–4)          | Розмарі Касалс Кріс Еверт    | Кейт Летем Венді Тернбулл        | Лора Дюпонт Керрі Мелвілл Керолайн Столл Енн Кійомура         |
| 15 жовтня | Borden Classic Кіото, Японія Colgate Series $35,000 – Килим (i) Одиночний розряд – Парний розряд            | Бетсі Нагелсен 6–3, 6–4                           | Сато Наоко                   |                                  |                                                               |
| 15 жовтня | Borden Classic Кіото, Японія Colgate Series $35,000 – Килим (i) Одиночний розряд – Парний розряд            | Chen Chuan Yu Li-Qiao 6–0, 7–6                    | Сью Саліба Мері Соєр         |                                  |                                                               |
| 22 жовтня | Florida Federal Open Тампа, USA Colgate Series $100,000 – Тверде – 32S/16D Одиночний розряд – Парний розряд | Івонн Гулагонг-Коулі 6–0, 6–3                     | Вірджинія Вейд               | Кріс Еверт Трейсі Остін          | Вірджинія Рузіч Регіна Маршикова Венді Тернбулл Керрі Мелвілл |
| 22 жовтня | Florida Federal Open Тампа, USA Colgate Series $100,000 – Тверде – 32S/16D Одиночний розряд – Парний розряд | Енн Сміт Вірджинія Рузіч 7–5, 4–6, 7–5            | Ілана Клосс Бетті-Енн Стюарт | Кріс Еверт Трейсі Остін          | Вірджинія Рузіч Регіна Маршикова Венді Тернбулл Керрі Мелвілл |
| 22 жовтня | Hit Union Japan Open Кіото, Японія Colgate Series $35,000 – Килим (i) Одиночний розряд – Парний розряд      | Бетсі Нагелсен 6–1, 3–6, 6–3                      | Сато Наоко                   |                                  |                                                               |
| 22 жовтня | Hit Union Japan Open Кіото, Японія Colgate Series $35,000 – Килим (i) Одиночний розряд – Парний розряд      | Бетсі Нагелсен Penny Johnson 3–6, 6–4, 7–6        | Chen Chuan Yu Li-Qiao        |                                  |                                                               |
| 29 жовтня | Stockholm Open Стокгольм, Швеція Colgate Series $35,000 – Килим (i) Одиночний розряд – Парний розряд        | Біллі Джин Кінг 6–3, 6–7, 7–5                     | Бетті Стеве                  | Вірджинія Рузіч Лена Сандін      | Гана Мандлікова Брігітт Куйперс Енн Сміт Міма Яушовець        |
| 29 жовтня | Stockholm Open Стокгольм, Швеція Colgate Series $35,000 – Килим (i) Одиночний розряд – Парний розряд        | Бетті Стеве Венді Тернбулл 7–5, 7–6               | Біллі Джин Кінг Ілана Клосс  | Вірджинія Рузіч Лена Сандін      | Гана Мандлікова Брігітт Куйперс Енн Сміт Міма Яушовець        |
| 29 жовтня | Wightman Cup West Palm Beach, Florida, USA Тверде (i) Team event                                            | США · 7–0                                         | Great Britain                |                                  |                                                               |

### Листопад
| Тиждень      | Турнір | Чемпіонки                                    | Фіналістки                 | Півфіналістки                  | Чвертьфіналістки                                            |
| ------------ | --- | -------------------------------------------- | -------------------------- | ------------------------------ | ----------------------------------------------------------- |
| 5 листопада  | Porsche Tennis Grand Prix Фільдерштадт, Німеччина Colgate Series $100,000 – Килим (i) – 32S/16D Одиночний розряд – Парний розряд | Трейсі Остін 6–2, 6–0                        | Мартіна Навратілова        | Міма Яушовець Кріс Еверт       | Керрі Мелвілл Ніна Бом Регіна Маршикова Венді Тернбулл      |
| 5 листопада  | Porsche Tennis Grand Prix Фільдерштадт, Німеччина Colgate Series $100,000 – Килим (i) – 32S/16D Одиночний розряд – Парний розряд | Біллі Джин Кінг Мартіна Навратілова 6–3, 6–3 | Венді Тернбулл Бетті Стеве | Міма Яушовець Кріс Еверт       | Керрі Мелвілл Ніна Бом Регіна Маршикова Венді Тернбулл      |
| 19 листопада | Daihatsu Challenge Брайтон, Велика Британія Colgate Series $75,000 – Килим (i) Одиночний розряд – Парний розряд                  | Мартіна Навратілова 6–3, 6–3                 | Кріс Еверт                 | Біллі Джин Кінг Сільвія Ганіка | Ілана Клосс Глініс Коулс Вірджинія Вейд Вірджинія Рузіч     |
| 19 листопада | Daihatsu Challenge Брайтон, Велика Британія Colgate Series $75,000 – Килим (i) Одиночний розряд – Парний розряд                  | Енн Кійомура Енн Сміт 6–2, 6–1               | Ілана Клосс Лора Дюпонт    | Біллі Джин Кінг Сільвія Ганіка | Ілана Клосс Глініс Коулс Вірджинія Вейд Вірджинія Рузіч     |
| 26 листопада | Toyota Classic Мельбурн, Австралія Colgate Series $100,000 – Трава – 32S/16D Одиночний розряд – Парний розряд                    | Гана Мандлікова 6–3, 6–2                     | Венді Тернбулл             | Рене Блаунт Вірджинія Рузіч    | Міммі Вікстедт Діанне Фромгольтц Сью Баркер Біллі Джин Кінг |
| 26 листопада | Toyota Classic Мельбурн, Австралія Colgate Series $100,000 – Трава – 32S/16D Одиночний розряд – Парний розряд                    | Венді Тернбулл Біллі Джин Кінг 6–3, 6–3      | Діанне Фромгольтц Енн Сміт | Рене Блаунт Вірджинія Рузіч    | Міммі Вікстедт Діанне Фромгольтц Сью Баркер Біллі Джин Кінг |

### Грудень
| Тиждень             | Турнір | Чемпіонки                                            | Фіналістки                               | Півфіналістки                                 | Чвертьфіналістки                                                |
| ------------------- | --- | ---------------------------------------------------- | ---------------------------------------- | --------------------------------------------- | --------------------------------------------------------------- |
| 3 грудня            | Building Society NSW Open Сідней, Австралія Colgate Series $100,000 – Трава – 32S/16D Одиночний розряд – Парний розряд            | Сью Баркер 6–0, 7–5                                  | Розалін Феербенк                         | Даян Десфор Регіна Маршикова                  | Вірджинія Рузіч Гана Мандлікова Венді Тернбулл Бетті-Енн Стюарт |
| 3 грудня            | Building Society NSW Open Сідней, Австралія Colgate Series $100,000 – Трава – 32S/16D Одиночний розряд – Парний розряд            | Венді Тернбулл Біллі Джин Кінг 7–5, 6–4              | Пем Шрайвер Сью Баркер                   | Даян Десфор Регіна Маршикова                  | Вірджинія Рузіч Гана Мандлікова Венді Тернбулл Бетті-Енн Стюарт |
| 10 грудня           | Berri Fruit Juices Аделаїда, Австралія Colgate Series $100,000 – Трава – 32S/16D Одиночний розряд – Парний розряд                 | Гана Мандлікова 7–5, 2–2 ret.                        | Вірджинія Рузіч                          | Сью Баркер Бетті-Енн Стюарт                   | Пем Шрайвер С'юзен Лео Роберта Маккаллум Даян Десфор            |
| 10 грудня           | Berri Fruit Juices Аделаїда, Австралія Colgate Series $100,000 – Трава – 32S/16D Одиночний розряд – Парний розряд                 | Гана Мандлікова Вірджинія Рузіч 2–6, 6–4, 6–4        | Пем Шрайвер Сью Баркер                   | Сью Баркер Бетті-Енн Стюарт                   | Пем Шрайвер С'юзен Лео Роберта Маккаллум Даян Десфор            |
| 15 грудня           | Emeron Lion Cup Tokyo, Японія Non-tour event $200,000 – Килим (i) – 4S                                                            | Трейсі Остін 6–2, 6–1                                | Мартіна Навратілова                      | Біллі Джин Кінг (3rd) Діанне Фромгольтц (4th) |                                                                 |
| 17 грудня           | New South Wales Open Сідней, Австралія Colgate Series $50,000 – Трава – 32S/16D Одиночний розряд – Парний розряд                  | Гана Мандлікова 6–3, 3–6, 6–3                        | Беттіна Бюнге                            | Сью Баркер Рената Томанова                    | Розалін Феербенк Даян Моррісон Джанет Ньюберрі Лінн Гаррісон    |
| 17 грудня           | New South Wales Open Сідней, Австралія Colgate Series $50,000 – Трава – 32S/16D Одиночний розряд – Парний розряд                  | Даян Десфор Барбара Геллквіст 4–6, 6–2, 6–2          | Барбара Джордан (тенісистка) Кім Рудделл | Сью Баркер Рената Томанова                    | Розалін Феербенк Даян Моррісон Джанет Ньюберрі Лінн Гаррісон    |
| 24 грудня 31 грудня | Відкритий чемпіонат Австралії з тенісу Мельбурн, Австралія Grand Slam $350,000 – Трава – 64S/32D Одиночний розряд – Парний розряд | Барбара Джордан (тенісистка) 6–3, 6–3                | Шерон Волш                               | Мері Соєр Рената Томанова                     | Джанет Ньюберрі Мішель Ґюрдал Синтія Дорнер Гана Мандлікова     |
| 24 грудня 31 грудня | Відкритий чемпіонат Австралії з тенісу Мельбурн, Австралія Grand Slam $350,000 – Трава – 64S/32D Одиночний розряд – Парний розряд | Judy Connor Chaloner Diane Evers Brown 6–1, 3–6, 6–0 | Лінн Гаррісон Марселла Мескер            | Мері Соєр Рената Томанова                     | Джанет Ньюберрі Мішель Ґюрдал Синтія Дорнер Гана Мандлікова     |

### Січень (1980)
| Тиждень | Турнір | Чемпіонки                                    | Фіналістки                | Півфіналістки             | Чвертьфіналістки                                                                  |
| ------- | --- | -------------------------------------------- | ------------------------- | ------------------------- | --------------------------------------------------------------------------------- |
| 2 січня | Colgate Series Championships Landover, MD, U.S. Colgate Series championships $250,000 – Трава Одиночний розряд – Парний розряд | Мартіна Навратілова 6–2, 6–1                 | Трейсі Остін              | Кріс Еверт Венді Тернбулл | Раунд Robin Діанне Фромгольтц Івонн Гулагонг-Коулі Регіна Маршикова Керрі Мелвілл |
| 2 січня | Colgate Series Championships Landover, MD, U.S. Colgate Series championships $250,000 – Трава Одиночний розряд – Парний розряд | Біллі Джин Кінг Мартіна Навратілова 6–4, 6–3 | Розмарі Касалс Кріс Еверт | Кріс Еверт Венді Тернбулл | Раунд Robin Діанне Фромгольтц Івонн Гулагонг-Коулі Регіна Маршикова Керрі Мелвілл |

## Рейтинги
Нижче наведено двадцять перших на кінець року гравчинь у рейтингу WTA в одиночному розряді.
| Одиночний розряд | Одиночний розряд           | Одиночний розряд | Одиночний розряд | Одиночний розряд |
| ---------------- | -------------------------- | ---------------- | ---------------- | ---------------- |
| Ранг             | Гравчиня                   | Пункти           | 1978             | Зміна            |
| 1                | Мартіна Навратілова (TCH)  | 15.748           | 1                | ▬                |
| 2                | Кріс Еверт (USA)           | 14.111           | 2                | ▬                |
| 3                | Трейсі Остін (USA)         | 14.004           | 6                | ▲ 3              |
| 4                | Івонн Гулагонг-Коулі (AUS) | 11.814           | 3                | ▼ 1              |
| 5                | Біллі Джин Кінг (USA)      | 8.857            | 5                | ▬                |
| 6                | Діанне Фромгольтц (AUS)    | 8.375            | 10               | ▲ 4              |
| 7                | Венді Тернбулл (AUS)       | 8.214            | 7                | ▬                |
| 8                | Вірджинія Вейд (GBR)       | 7.959            | 4                | ▼ 4              |
| 9                | Керрі Мелвілл (AUS)        | 6.645            | 9                | ▬                |
| 10               | Сью Баркер (GBR)           | 6.618            | 24               | ▲ 14             |
| 11               | Кеті Джордан (USA)         | 6.555            | —                | —                |
| 12               | Грір Стівенс (RSA)         | 6.336            | 17               | ▲ 5              |
| 13               | Вірджинія Рузіч (ROU)      | 6.149            | 12               | ▼ 1              |
| 14               | Регіна Маршикова (TCH)     | 6.013            | 14               | ▬                |
| 15               | Енн Кійомура (USA)         | 5.457            | 39               | ▲ 24             |
| 16               | Сільвія Ганіка (FRG)       | 5.010            | 35               | ▲ 19             |
| 17               | Гана Мандлікова (TCH)      | 4.952            | 45               | ▲ 28             |
| 18               | Керолайн Столл (USA)       | 4.951            | 26               | ▲ 8              |
| 19               | Кеті Мей (USA)             | 4.768            | 15               | ▼ 4              |
| 20               | Міма Яушовець (YUG)        | 4.270            | 19               | ▼ 1              |